# (33096) 1997 YS6
1997 YS6 (asteroide 33096) é um asteroide da cintura principal. Possui uma excentricidade de 0.15446370 e uma inclinação de 6.62530º.
Este asteroide foi descoberto no dia 25 de dezembro de 1997 por Naoto Sato em Chichibu.